# Godfried van Lusignan
Godfried van Lusignan (ca.1150 - mei 1224) was graaf van Jaffa en Ascalon tussen 1186 en 1193, heer van Montcontour, Mervent, Soubise en Vouvant.
Hij was een zoon van Hugo VIII van Lusignan en Bourgogne van Rancon. Godfried zou rond 1170 na een aanslag te hebben gepleegd op de edelman Patrick van Salisbury, samen met zijn broers Guy van Lusignan en Amalrik van Lusignan verbannen zijn naar het Heilige Land. Pas in 1186 komt Godfried weer ter sprake als hij tot graaf van Jaffa en Ascalon wordt verheven, dankzij zijn broer Guy, die tot koning van Jeruzalem wordt gekroond. De kroniekschrijver Ernoul refereert aan een zin die Godfried zou hebben uitgesproken, toen hij tot zijn verbazing het nieuws vernam dat zijn broer koning werd; Als hij koning wordt, dan wordt hij de volgende keer God!. Hij neemt in 1187 deel aan de Slag bij Hattin, waarna hij bij zijn vrijlating deelneemt aan het Beleg van Akko (1189-1191), als koning Richard I van Engeland op 28 juli 1191 het Slag bij Jaffa wint, krijgt Godfried gelijk zijn havenstad terug. Saladin neemt in 1192 echter opnieuw de stad in, maar tijdens het verloop van de Derde Kruistocht wordt het opnieuw veroverd door de kruisvaarders. Vreemd genoeg wanneer Richard I van Engeland terugkeert naar huis in 1193, legt Godfried gelijktijdig zijn titel neer en geeft het aan zijn broer Amalrik van Lusignan.
Godfried keert terug naar Frankrijk waar hij in 1200 trouwt met Eustachia de Chabot, erfgenaam van Vouvent en Mervent. Ze krijgen samen een zoon Godfried II van Lusignan. Godfried trouwt opnieuw in 1202 met Humberge van Limoges, waarmee hij een zoon krijgt, Willem van Lusignan. Godried overlijdt in mei 1224.

## Voorouders
| Voorouders van Godfried van Lusignan (1150-1224) | Voorouders van Godfried van Lusignan (1150-1224)                     | Voorouders van Godfried van Lusignan (1150-1224)                     | Voorouders van Godfried van Lusignan (1150-1224)                     | Voorouders van Godfried van Lusignan (1150-1224)                     | Voorouders van Godfried van Lusignan (1150-1224)                     | Voorouders van Godfried van Lusignan (1150-1224)                     | Voorouders van Godfried van Lusignan (1150-1224)                     | Voorouders van Godfried van Lusignan (1150-1224)                     |
| ------------------------------------------------ | -------------------------------------------------------------------- | -------------------------------------------------------------------- | -------------------------------------------------------------------- | -------------------------------------------------------------------- | -------------------------------------------------------------------- | -------------------------------------------------------------------- | -------------------------------------------------------------------- | -------------------------------------------------------------------- |
| Overgrootouders                                  | Hugo VI van Lusignan (1039-1102) ∞ ? Hildegard van Thouars (- )      | Hugo VI van Lusignan (1039-1102) ∞ ? Hildegard van Thouars (- )      | ? (–) ∞ ? (-)                                                        | ? (–) ∞ ? (-)                                                        | ? (–) ∞ ? (-)                                                        | ? (–) ∞ ? (-)                                                        | ? (–) ∞ ? (-)                                                        | ? (–) ∞ ? (-)                                                        |
| Grootouders                                      | Hugo VII van Lusignan (1065-1151) ∞ ? Sarassine van Lezay (- 1144)   | Hugo VII van Lusignan (1065-1151) ∞ ? Sarassine van Lezay (- 1144)   | Hugo VII van Lusignan (1065-1151) ∞ ? Sarassine van Lezay (- 1144)   | Hugo VII van Lusignan (1065-1151) ∞ ? Sarassine van Lezay (- 1144)   | Godfried I van Rancon (-1153) ∞ Fossifia (-)                         | Godfried I van Rancon (-1153) ∞ Fossifia (-)                         | Godfried I van Rancon (-1153) ∞ Fossifia (-)                         | Godfried I van Rancon (-1153) ∞ Fossifia (-)                         |
| Ouders                                           | Hugo VIII van Lusignan (1106-1173) ∞ ? Bourgogne van Rancon (- 1169) | Hugo VIII van Lusignan (1106-1173) ∞ ? Bourgogne van Rancon (- 1169) | Hugo VIII van Lusignan (1106-1173) ∞ ? Bourgogne van Rancon (- 1169) | Hugo VIII van Lusignan (1106-1173) ∞ ? Bourgogne van Rancon (- 1169) | Hugo VIII van Lusignan (1106-1173) ∞ ? Bourgogne van Rancon (- 1169) | Hugo VIII van Lusignan (1106-1173) ∞ ? Bourgogne van Rancon (- 1169) | Hugo VIII van Lusignan (1106-1173) ∞ ? Bourgogne van Rancon (- 1169) | Hugo VIII van Lusignan (1106-1173) ∞ ? Bourgogne van Rancon (- 1169) |